# Special Herbs: The Box Set Vol. 0-9
Special Herbs: The Box Set Vol. 0-9 è un box set composto da tre CD, della serie Special Herbs, di Daniel Dumile. I primi due CD sono estratti mixati dalla serie  Special Herbs. L'ultimo disco contiene una collezione di strumentali dei KMD.
Il box set è uscito il 24 gennaio 2006 in solo 7500 copie. Le tracce segnate sul retro del cd originale non sono corrette.

## Tracce
Le tracce riportate qui sotto sono come avrebbero dovuto essere, se la tracklist sull'album non fosse stata sbagliata.
Disc 1
1. Saffron
2. Blood Root
3. Pennyroyal
4. Safed Musli
5. Vinca Rosea
6. Arrow Root
7. Star Anis
8. Lavender Buds
9. Valerian Root
10. Burdock Root
11. Zatar
12. Lemon Grass
13. White Willow Bark
14. Licorice
15. Vervain
16. Fenugreek
17. Four Thieves Vinegar
18. Orange Blossom
19. Sarsaparilla
20. Bergamont
21. Sumac Berries
22. Galangal Root
23. Coffin Nails
24. FO Ti
25. Podina
26. Coriander
27. Spikenard
28. Kava
29. Camphor
30. Untitled (Meditation)
31. Shallots
32. Cinquefoil
33. Emblica Officinalis
34. High John
35. Coltsfoot Leaf
36. Charnsuka

Disc 2
1. Hyssop
2. Jasmine Blossoms
3. Mandrake
4. Orris Root
5. Monosodium Glutamate
6. Agrimony
7. Black Snake Root
8. Devil's Shoestring
9. Passion Flower
10. Red #40
11. Arabic Gum
12. Horehound
13. Wormwood
14. Yellow Dock
15. Nettle Leaves
16. Mugwort
17. Dragon's Blood
18. Datura Stramonium
19. Cedar
20. Mullein
21. Bergamont
22. Myrtle Leaf
23. Buckeyes
24. Coca Leaf
25. Benzoin Gum
26. Calamus
27. All Spice
28. Dragon's Blood Resin
29. Lovage
30. Elder Blossoms
31. Eucalyptus
32. Styrax Gum
33. Myrrh
34. Patchouly Leaves
35. Crysanthemum Flowers
36. Peach Extract

Disc 3 (Bonus Disc)
1. Who Me?
2. Plumskinzz
3. Humrush
4. Garbage Day #3
5. Constipated Monkey
6. Contact Blitt
7. What A Niggy Know?
8. Get-U-Now
9. Smokin' That Shit!
10. It Sounded Like a Roc!